# Jack și eremitul din mlaștină
„Jack și eremitul din mlaștină” este al treizeci și patrulea episod al serialului de desene animate Samurai Jack.

## Subiect
Jack străbate o mlaștină cu o plută. Fusese dirijat acolo de către niște personaje cam suspecte, printre care o creatură asemănătoare picoliței din episodul 2, care îl informase pe Aku de prezența lui Jack: trei ochi, păr alb, cărare pe mijloc, pelerină maro; doar că pielea îi este acum mov, nu cafenie.
Jack ajunge la o buturugă uriașă, unde este agățat un horn. Suflă în horn și din apă se înalță o buturugă și mai mare, în care locuiește un eremit ursuz mic de statură, verde, cu sprâncene roșii și păr lung și alb. Eremitul colecționează artifacte vechi cu puteri mistice și se gândește că Jack i-ar putea fi folositor. Demult, titanul Cronos, care stăpânea secretul timpului și al spațiului, crease trei pietre prețioase cu care să manipuleze esența cosmică. Dar Zeus l-a detronat, l-a surghiunit în adâncurile spațiului și a făcut pierdute pe cuprinsul Pământului pietrele prețioase. Dar eremitul știe cum să ajungă la ele și are nevoie de ajutorul lui Jack pentru a le recupera. Iar Jack le poate folosi pentru a călători în timp.
Înțeleși, cei doi pornesc la drum cu pluta cu care venise Jack. Oglindirea eremitului în apă dezvăluie adevărata sa identitate: el este de fapt Aku deghizat. Pentru ca Jack să nu observe, eremitul cheamă un crocodil care să-i poarte către prima destinație, ferindu-l în același timp pe eremit de expunerea propriei reflexii.
Călătorii ajung la un templu maya. Jack intră și ia coiful mare de metal cu Ochiul lui Cronos în frunte. Dar când îl apucă, templul începe să se scufunde și este inundat. Jack nu poate înota către deschizătoarea de sus cu coiful, căci acesta e prea greu, dar găsește altă soluție. Din locul mijlocul sălii țășnea apă periodic, iar Jack înfige acolo coiful și se așază în el. Următoarea răbufnire a apei proiectează coiful cu tot cu Jack prin deschizătura din tavan până departe în văzduh, unde este prins în gheare de un păsăroi strunit de eremit.
A doua piatră prețioasă, fixată pe o mănușă metalică, se află în craterul unui vulcan, pe o platformă susținută în aer de curenții care izbucnesc din adâncuri. Jack folosește curenții ca să-l ridice până la platformă și recuperează mănușa.
Călare pe un șarpe enorm, eremitul îl conduce pe Jack la o cupolă de cristal care adăpostește cealaltă mănușă. Intrarea în cupolă este prin plafon și se deschide la răsăritul Soarelui. Jack coboară pe o frânghie și ia mănușa, care îi deschide ieșirea, prin lateral. Dar între timp Soarele, din ce în ce mai fierbinte, ajunge în dreptul unui geam de cristal și face să țășnească din el un fascicul incendiar. Jack folosește mănușa pentru a reflecta razele și sparge astfel bolta cupolei, punând capăt emiterii de raze.
Reîntorși la locuința din mlaștină a eremitului, acesta aranjează piesele pe podea, rostește o incantație și face să apară însuși Cronos, căruia îi poruncește să-l prindă pe Jack. Deodată, în timp ce aleargă după Jack, lui Cronos i se rupe o mână, apoi un picior, acesta se prăbușește în mlaștină și se duce la fund: Jack pusese mâna pe Ochiul lui Cronos, piatra prețioasă de pe coif. Jack îl atacă pe Aku, acum dat de gol, are loc o luptă, iar în final Aku, după ce suferă multe lovituri, se transformă în broască și fuge.
Cronos este de-a dreptul ridiculizat, căci se dovedește nu numai că nu stăpânește nicidecum spațiul și nici timpul, cum cu solemnitate proclama legenda, ci că dimpotrivă, este chiar cam rătutit, căci trebuie să-i spună Aku unde este Jack. Iar în lipsa Ochiului frontal nu numai că nu face doi bani, dar se dezintegrează pur și simplu de la sine.